# Королёво (Узденский район)
Королёво (бел. Каралёва) — деревня в Узденском районе Минской области Беларуси. В составе Озерского сельсовета.

## География
Рядом трасса Р23.
Ближайшие населённые пункты: Озеро, Дещенка, Малая Дещенка, Корма и др.

## Население

### Численность
- 2019 год — 1 056 человек

### Динамика
- 2009 год — 944 человек (перепись населения)[2]
- 2019 год — 1 056 человек (перепись населения)

## Здравоохранение
- Фельдшерско-акушерский пункт

## Достопримечательности
- Фрагменты усадебного комплекса Чапских
- Дом Культуры
- Королёвская начальная школа

## Галерея

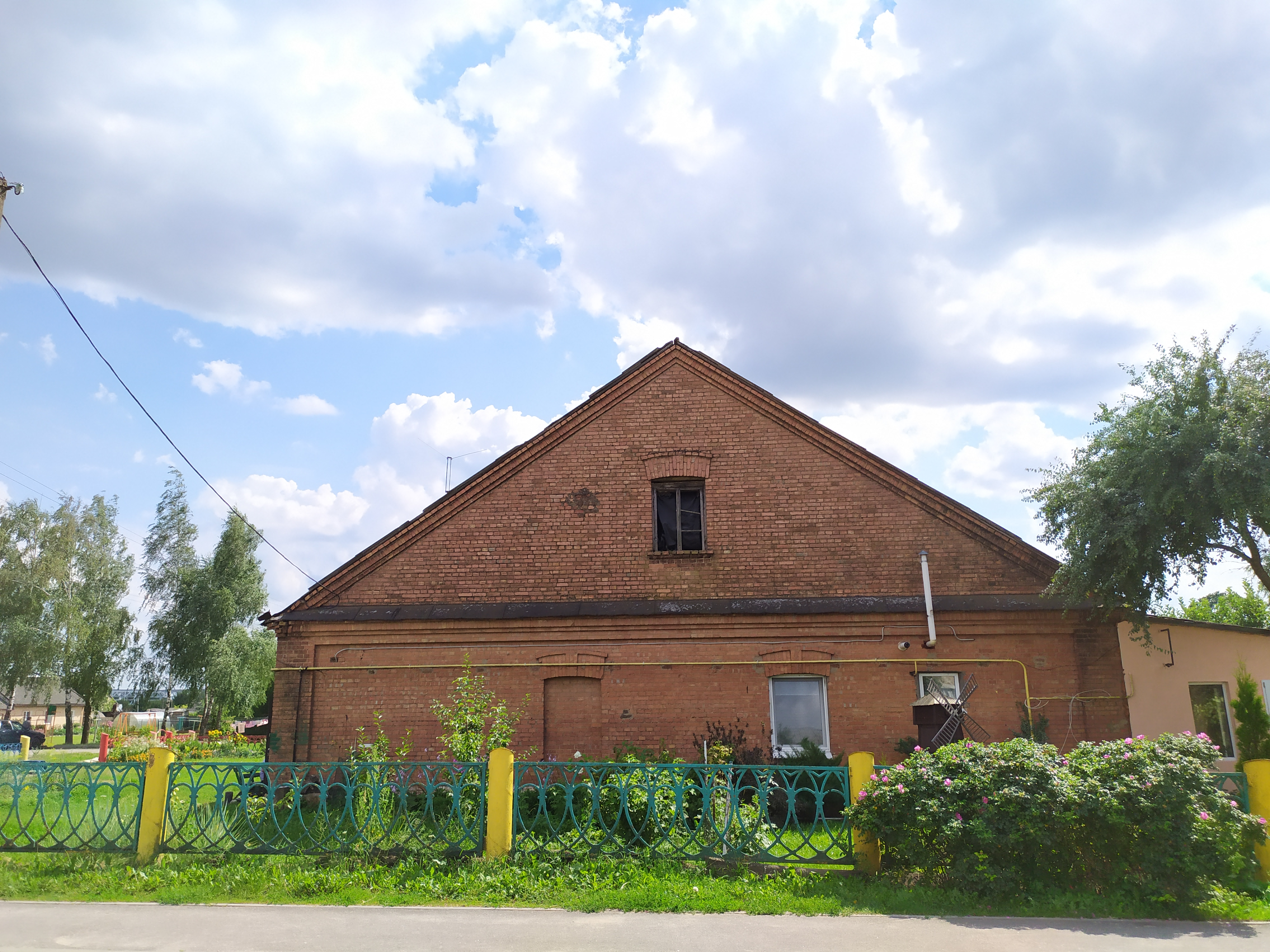
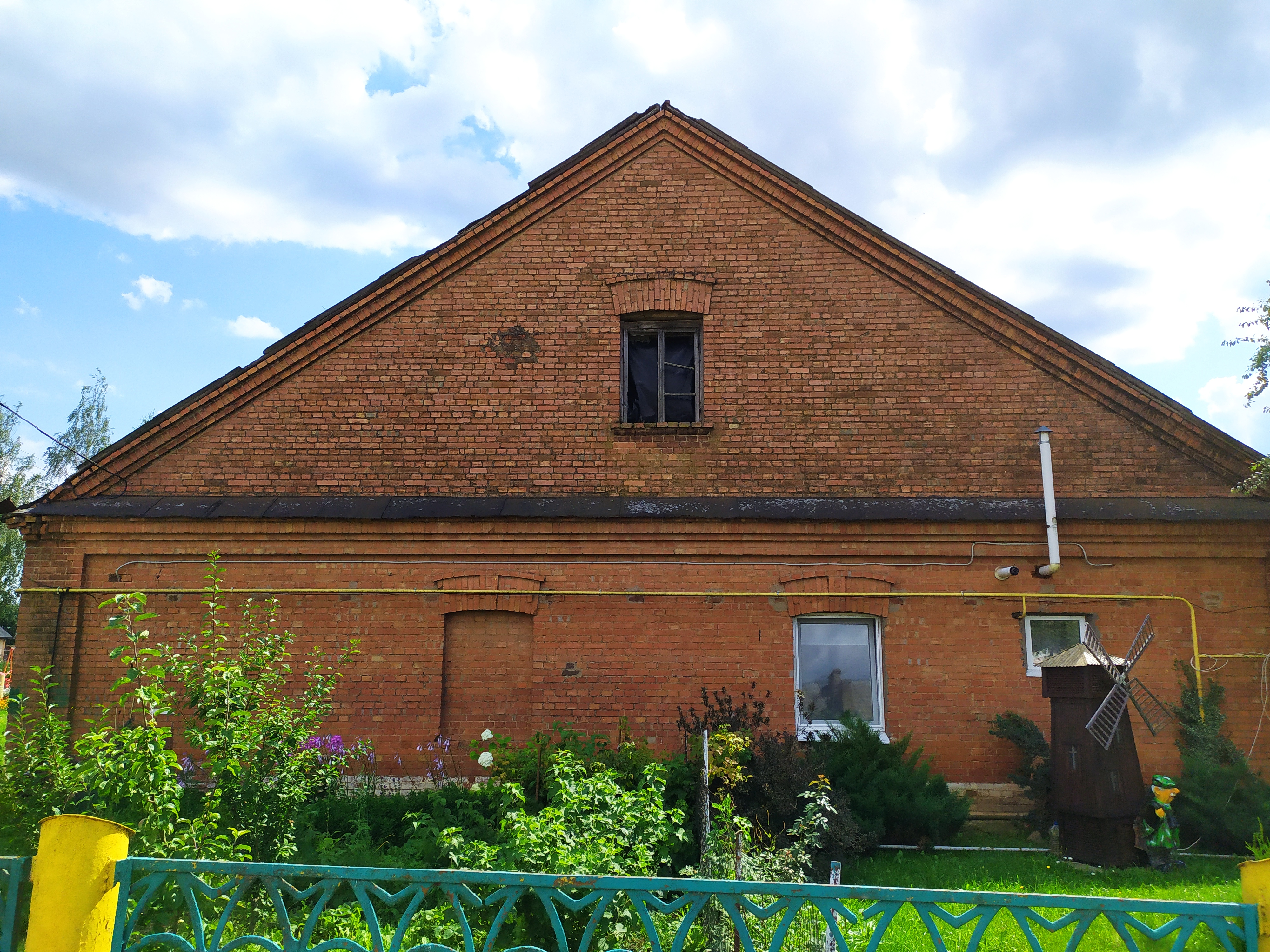
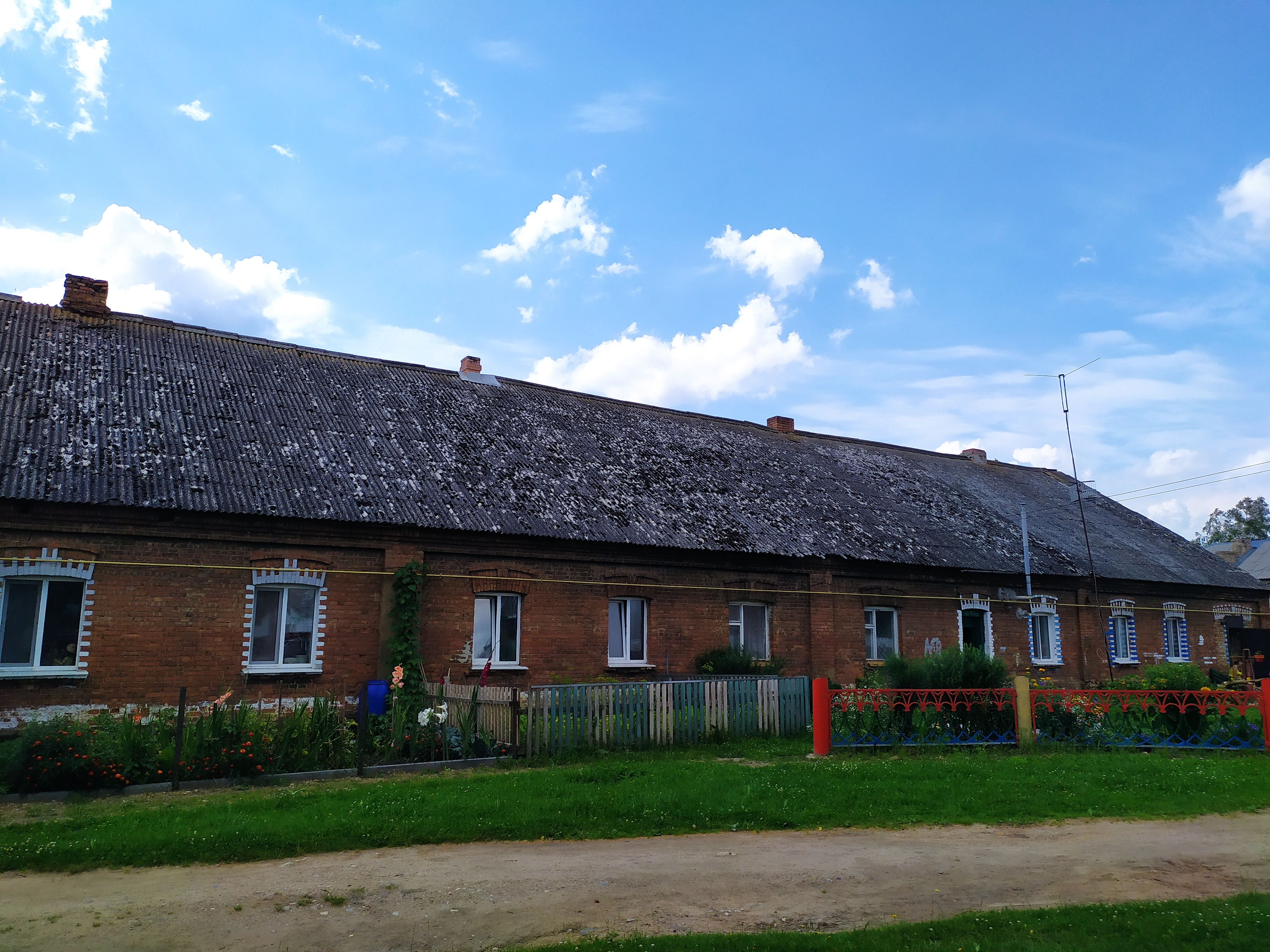
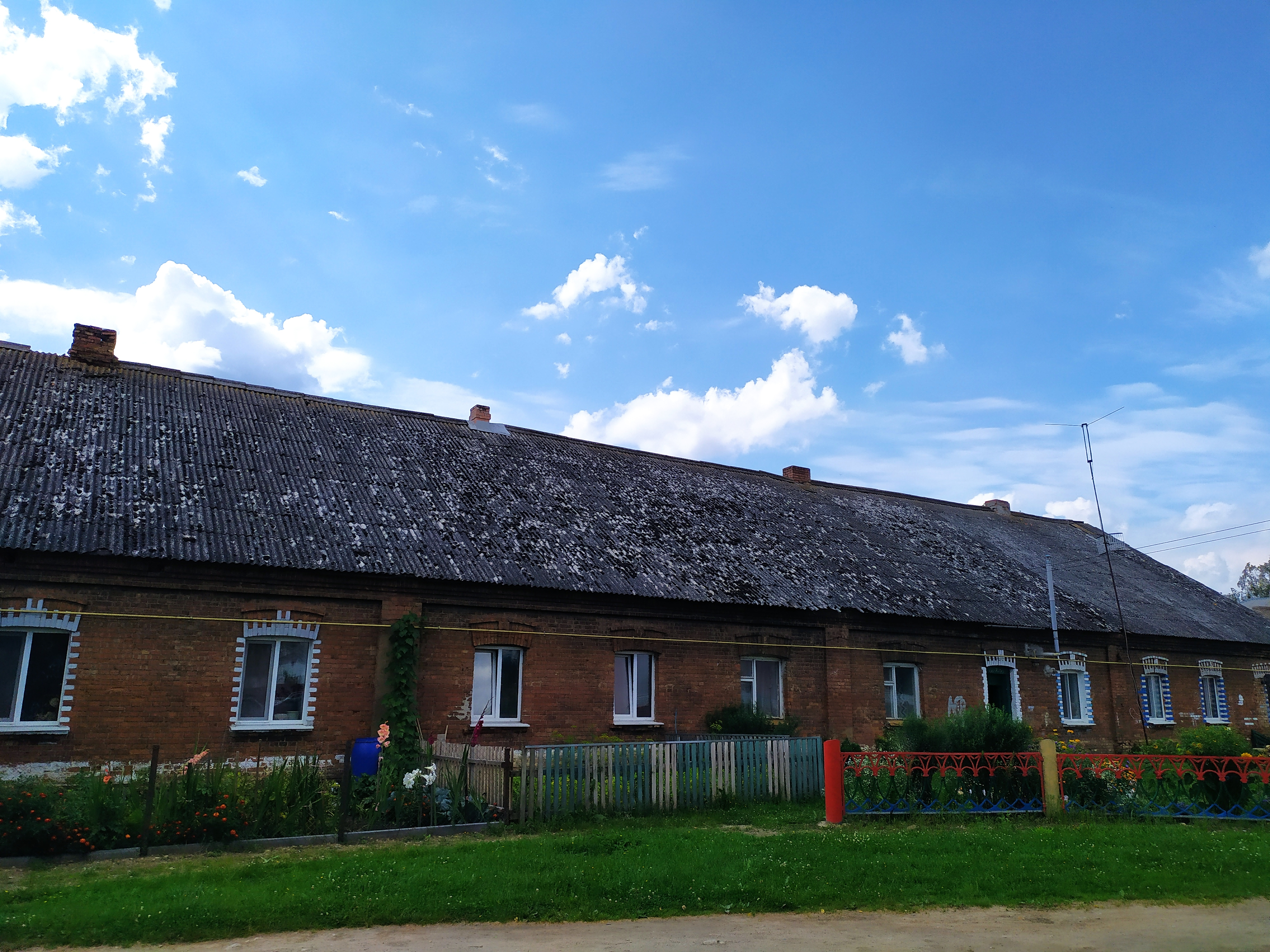
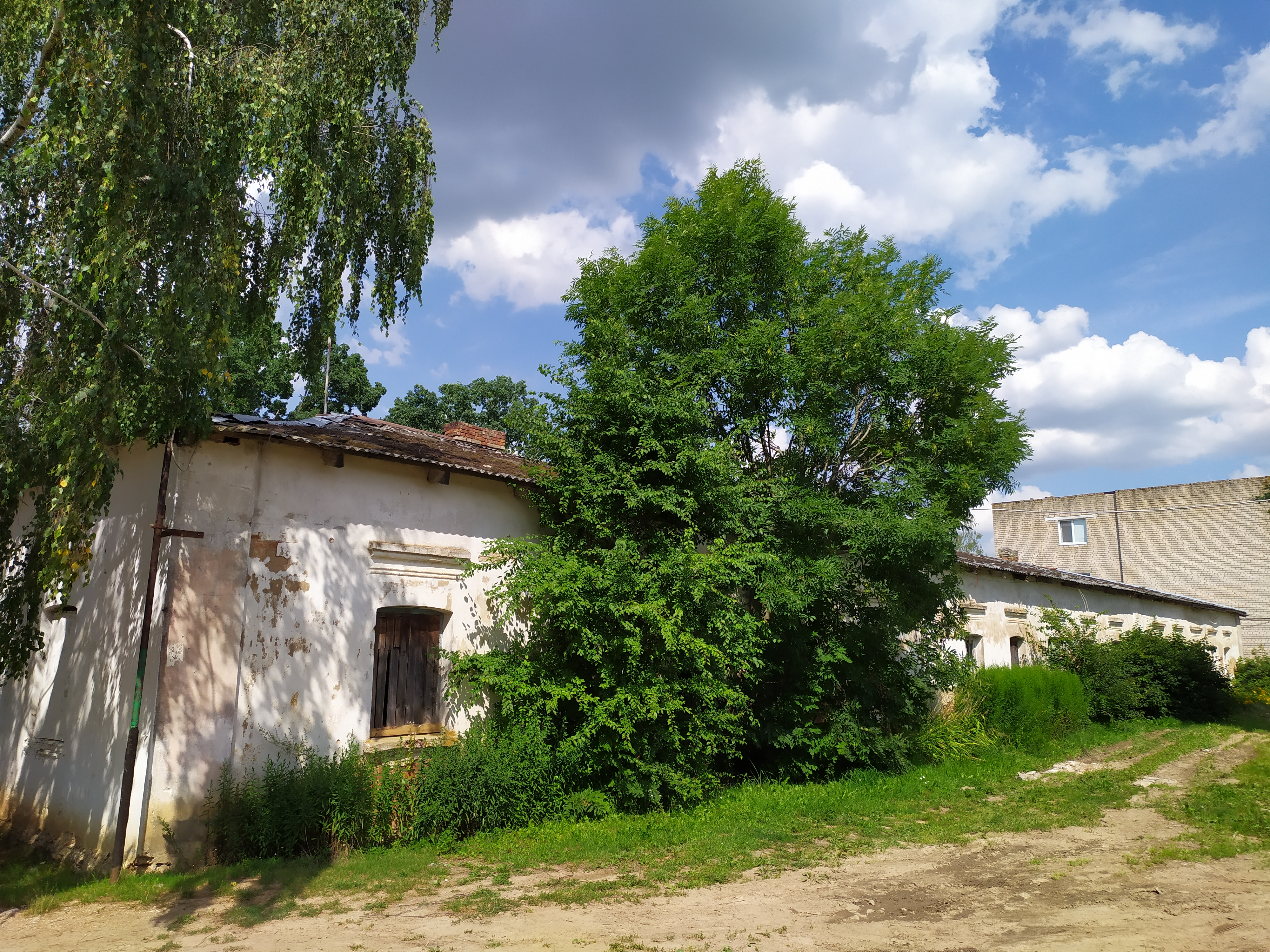
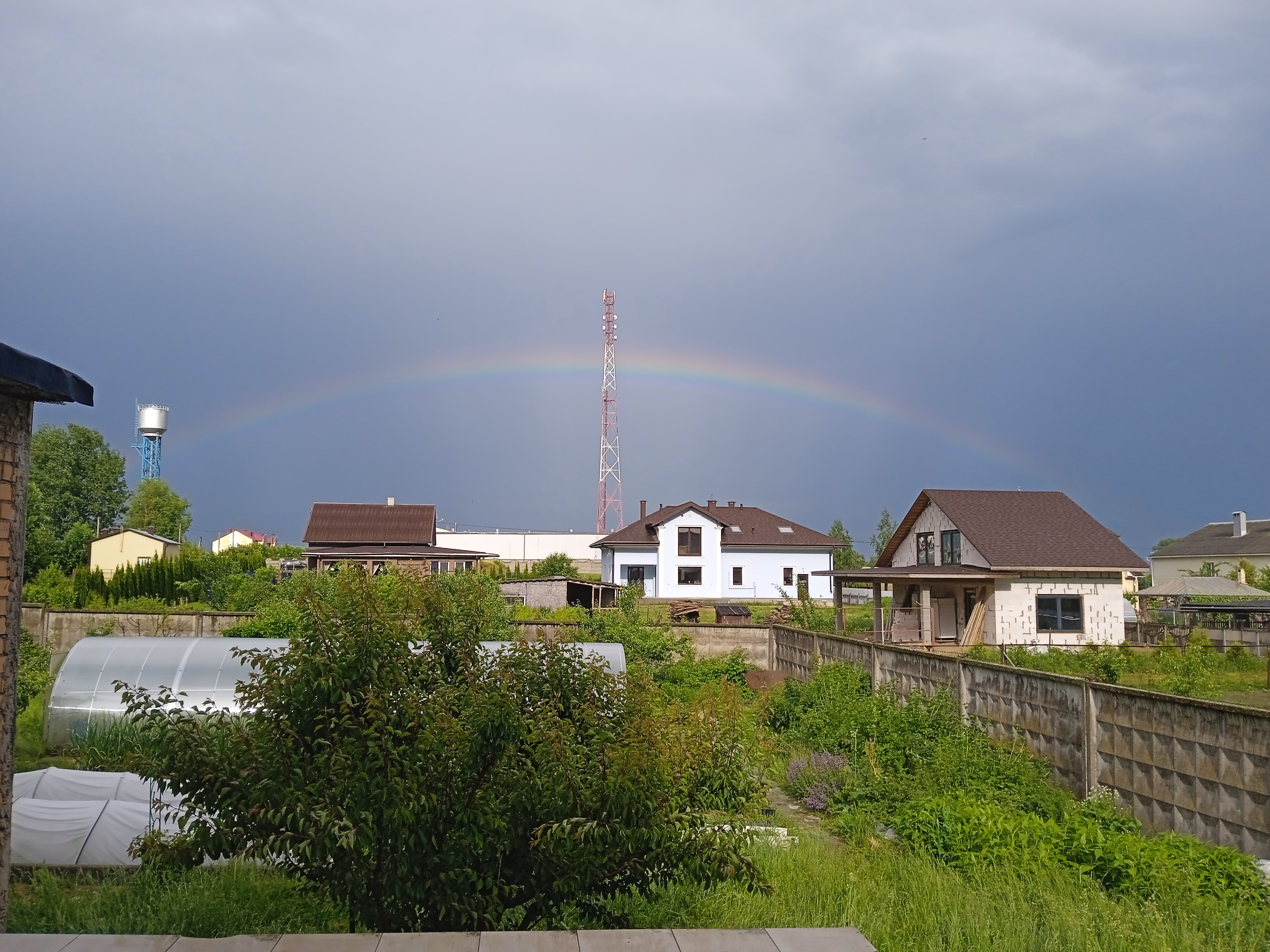
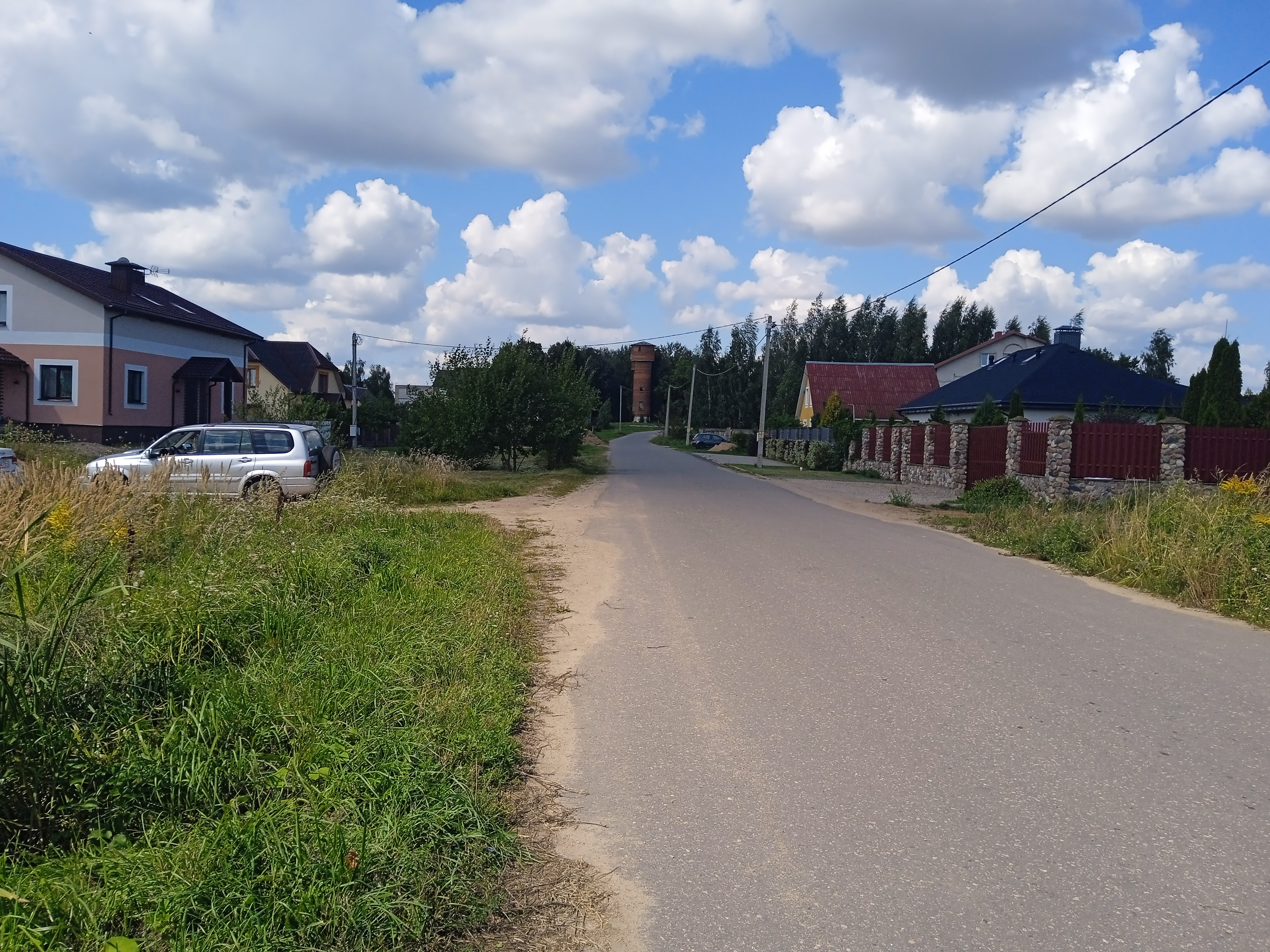

## Промышленность
- ООО "Дом на скале"
- Частное предприятие "Рутилус"